# Gobierno Democrático (Albania)
El Gobierno Democrático de Albania (en albanés: Qeveria e Përkohshme Demokratike; también conocido como el primer gobierno de Enver Hoxha, en albanés: Qeveria e Parë e Enver Hoxhës ) fue un gobierno provisional de Albania encabezado por Enver Hoxha, formado el 20 de octubre de 1944 según la decisión del Congreso de Permet. Este gobierno provisional funcionó hasta la proclamación de la República Popular de Albania.

## Historia
El 7 de abril de 1939, las tropas italianas ocuparon el Reino de Albania  . El débil ejército albanés no pudo realizar una resistencia significativa a los invasores y fue desarmado rápidamente, y el rey del país, Ahmet Zogu, huyó a la vecina Grecia el 9 de abril  . Los italianos dieron a Albania el estatus de protectorado Italiano, que más tarde tuvo que ser asimilado, el 16 de abril de 1939, el rey italiano Víctor Emmanuel III se convirtió formalmente en rey de Albania. La administración real estuvo a cargo del gobernador italiano y el gobierno civil albanés. El ejército albanés pasó a formar parte del italiano.
Las nuevas autoridades inmediatamente comenzaron a fascistizar el país. El 2 de junio de 1939 se anunció la creación del Partido Fascista de Albania, cuyo secretario Tefik Mborya se incorporó al consejo nacional del Partido Fascista Italiano . La juventud estudiantil estaba incluida en el sistema "Balilla", que unía a todos los niños y jóvenes de 8 a 16 años. Organizaciones fascistas italianas como Dopolavoro y Dante Alighieri, que monopolizaban el trabajo cultural y educativo entre los trabajadores y empleados, iniciaron sus actividades en Albania. En el marco de la Academia Italiana de Ciencias, se formó el Instituto de Investigaciones Albanológicas, con 33 asientos en el estado de los cuales 15 estaban ocupados por italianos .
Durante el período de ocupación, Italia controló por completo la política exterior, el comercio exterior y los recursos naturales de Albania. Por lo tanto, la compañía petrolera estatal italiana Agip tenía el monopolio del petróleo albanés
Los primeros destacamentos partisanos albaneses comenzaron a formarse durante la guerra de la Italia fascista contra Grecia en noviembre de 1940 a partir de soldados desertores y excombatientes de las Brigadas Internacionales que tenían la experiencia de la guerra Civil Española y deseaban continuar la lucha contra el fascismo, uno de los estos destacamentos estaban encabezados por un destacado comunista Mehmet Shehu, que más tarde jugó un papel importante en la derrota de las fuerzas de ocupación. Las manifestaciones antifascistas organizadas por los comunistas tuvieron lugar en varias ciudades, sin embargo, debido a la lucha entre los grupos de las ciudades de " Korchaska " y " Shkodra ", no pudieron consolidar sus fuerzas y actuaron de forma desorganizada, por lo que no lograron éxito .
El aumento significativo en el territorio del Protectorado de Albana  después de la derrota de Grecia y el desmembramiento de Yugoslavia por la Alemania nazi - no pudo detener el crecimiento de los sentimientos antifascistas y de Liberarse del Yugo Italianos, dio como resultado, la unificación de centros de resistencia previamente dispares. Este proceso se aceleró especialmente tras el inicio del ataque alemán a la Unión Soviética el 22 de junio de 1941 y el levantamiento general antifascista en la vecina Yugoslavia. El Comité Ejecutivo del Komintern encomendó al Liga de Comunistas Yugoslavos la tarea de resolver las numerosas contradicciones entre los comunistas albaneses y lograr su unificación en un solo partido. Los emisarios del Partido Comunista de Yugoslavia fueron enviados a Albania Miladin Popovich (quien fue arrestado por los italianos en el camino al país y enviado a un campo de concentración por ellos) y Dusan Mugosh, el segundo de los cuales se reunió en Vitomirica (cerca de Pec ) el 11 y 12 de octubre con miembros de tres grupos comunistas que acordaron unirse. En la tarde del 8 de noviembre, en el edificio del café Fieri en Tirana, se llegó a un acuerdo final entre sus líderes, y en la noche del mismo día, tuvo lugar una reunión organizativa en la casa de Hasan Kurdari en las afueras de la ciudad, que decidió establecer el Partido Comunista de Albania . El programa político del partido incluía las tareas de organizar un levantamiento antifascista en Albania, liberar el país y crear un gobierno democrático. El nuevo partido estaba encabezado por candidatos los líderes de Enver Hoxha, Koçi Dzodze, Kemal Stafa .
Desde la primavera de 1942, la CPA tomó la delantera del movimiento partidista y comenzó la formación de 10 nuevos destacamentos partisanos, cada uno compuesto por 20 a 50 personas. En mayo, agentes italianos mataron a Kemal Stafa, y en julio, 3 comunistas albaneses murieron en enfrentamientos con tropas italianas en Shkodra . Los patriotas destruyeron las comunicaciones, volaron depósitos de armas y centrales eléctricas, sabotearon la producción de petróleo, interrumpiendo así el suministro de combustible al ejército italiano. Los intentos de las autoridades colaboracionistas proitalianas de Albania, dirigidas por Mustafa Krui, de luchar contra ellos mediante el fortalecimiento de la propaganda de Gran Albania no dieron resultado y las fuerzas de la gendarmería no eran fiables. Además, los nacionalistas albaneses comenzaron a acercarse gradualmente al CPA; por ejemplo, el 16 de septiembre de 1942, se celebró una conferencia en el pueblo de Bolshaya Peza, en la que participaron delegados, "que representaban todas las tendencias del nacionalismo albanés, el Partido Comunista, juventud nacionalista, juventud comunista y femenina"  . De gran importancia fue la decisión de la conferencia de establecer consejos de liberación nacional, que en el curso de la lucha se transformarían en órganos del poder popular. Fueron dirigidos por el Frente Unido de Liberación Nacional (NOF).
La formación del Frente de Liberación Nacional finalmente convenció a los invasores de la inutilidad de los esfuerzos por "calmar" la retaguardia albanesa. El gobierno de Krui recurrió a la represión abierta. Es conocida su orden a los prefectos, que contenía un llamado a tomar represalias contra los partisanos en el lugar, pues "es completamente innecesario llenar las prisiones y con ello poner trabajo innecesario a los jueces, cargándolos con los casos de elementos criminales, cuyo lugar está en la cuerda"  . El general italiano Zannini llevó a cabo la primera gran operación punitiva en la que participaron unos 6.000 soldados. Milicianos albaneses y soldados italianos apoyados por tanques y aviones. Aunque los partisanos lograron retirarse a las montañas con pérdidas menores, los castigadores sometieron a la población local a brutales represalias: quemaron casas, robaron propiedades y violaron mujeres.
El 28 de noviembre de 1942, el día del 30 aniversario de la independencia de Albania, el Frente de Liberación Nacional y el Partido Comunista levantaron un levantamiento general contra los ocupantes y sus partidarios. A finales de año, no sólo se restauró la zona libre de Pesa, derrotada por los castigadores de Zannini, sino que también se recuperaron nuevos territorios del enemigo, principalmente en las regiones montañosas .
Desde el invierno de 1943, la interacción entre las fuerzas partisanas de Albania, Yugoslavia y Grecia comenzó a mejorar. En la conferencia del partido de la CPA del 17 al 22 de marzo del mismo año, Enver Hoxha, que recibió el apoyo de los emisarios yugoslavos, avanzó a posiciones de liderazgo en el partido y en el movimiento partidista en su conjunto. El 4 de julio, en Lyabinoti, se celebró una reunión del Consejo General de la NOF, en la que se tomó la decisión de organizar el Estado Mayor General del Ejército de Liberación Nacional de Albania, con Khoja como comisario político . En el sur del país, las fuerzas de ocupación italianas fueron derrotadas, perdiendo paulatinamente el control de los territorios.

La bandera del Frente de Liberación Nacional de Albania, que también fue utilizada por formaciones partidistas de la NOAA.

El 5 de julio tuvo lugar el primer enfrentamiento entre los partisanos y los invasores alemanes. En la carretera Ersek- Leskovik, los partisanos tendieron una emboscada a un convoy alemán que se había trasladado de Macedonia a Grecia. Habiendo entrado en batalla con los partisanos, el convoy se vio obligado a permanecer durante casi un día. En represalia, los nazis incendiaron el pueblo de Borova y destruyeron casi por completo su población.
El 3 de septiembre, tras la captura aliada de Sicilia y el arresto de Benito Mussolini, Italia capituló. Se suponía que 270 mil soldados italianos que estaban en Dalmacia, Montenegro y Albania, según los términos del acto de rendición, debían deponer las armas, pero el general Dalmazzo dio la orden de rendirse solo a las tropas alemanas, que poco antes entraron en el territorio del país. Los alemanes comenzaron a desarmar masivamente a los italianos y anunciaron que tenían la intención de "restaurar la soberanía de Albania, pisoteada por los italianos". Los juegos para restaurar la independencia comenzaron con la abolición de la "unión personal" de 1939 y la creación del Comité para la Declaración de Independencia de Albania. A iniciativa de este comité, se convocó una especie de asamblea constituyente, que eligió un consejo de regencia encabezado por una figura destacada del movimiento nacional Mehdi Frasheri, que no se comprometió a colaborar con los italianos. El rico terrateniente kosovar Recep Mitrovica, que contaba con el apoyo de los grupos armados del norte de Albania y Kosovo, se convirtió en el primer ministro del gobierno títere proalemán. Los lemas antiserbios y antigriegos, la retórica anticomunista constituyeron el arsenal propagandístico del nuevo gabinete. Las represiones contra la población civil se han vuelto moneda corriente. Los ocupantes establecieron un estado de emergencia y amenazaron con que por cada soldado alemán muerto o herido, 10 albaneses serían ahorcados sin juicio ni investigación .
A principios del invierno de 1943/1944, el ejército partisano expulsó a los invasores de muchas ciudades y regiones del centro y sur de Albania. Las fuerzas armadas de la NOF en ese momento contaban con unos 20 mil combatientes. Sin embargo, en noviembre de 1943, los ocupantes lanzaron una gran ofensiva contra las zonas francas. El comando de la Wehrmacht se impuso la tarea de proporcionar un amplio corredor para el paso de sus tropas desde Grecia a Europa Central a través de Albania y Yugoslavia mientras eliminaba el movimiento de resistencia en estos países. Como consecuencia del bloqueo del Estado Mayor de la NOAA en la región montañosa de Chermeniki (al noreste de Elbasan ), sus vínculos con las fuerzas guerrilleras regionales quedaron interrumpidos durante mucho tiempo. Como resultado del mal tiempo durante noviembre, cesaron las entregas aliadas de armas y municiones. A principios de enero de 1944, los ocupantes alemanes lanzaron una nueva ofensiva general contra las fuerzas partisanas en el sur y centro del país. En un área relativamente pequeña entre Korcea y Berat, se desarrollaron intensas batallas. A pesar de recibir refuerzos de Grecia, los alemanes no lograron ocupar Permet, un importante punto estratégico en el sistema de defensa de las zonas liberadas. Como resultado de una contraofensiva de represalia, la 1ª División Partisana bajo el mando de Mehmet Shehu pudo liberar el cuartel general de la NOAA y hacer retroceder a las fuerzas colaboracionistas alemanas .
Para la primavera de 1944, cuatro Consejos de Liberación Nacional de distrito estaban operando en Albania, ejerciendo funciones administrativas en las ciudades y pueblos liberados de las prefecturas de Gjirokastra, Vlora, Berat y Korca. Reemplazaron el antiguo aparato administrativo de las prefecturas, subprefecturas, comunas rurales. Estaban subordinados a los destacamentos de aplicación de la ley: guardias partisanos y guarniciones regionales, formados desde agosto de 1943 por decisión del Estado Mayor de la NOAA. Así, todo el poder civil y militar quedó concentrado en manos de los soviets . Surgió la pregunta sobre la formación del gobierno central de Albania.
Gran Bretaña persiguió sus intereses, centrándose en el rey fugitivo Ahmet Zog. Desde finales de 1943 en Londres comenzó el desarrollo de planes para la creación de un gobierno albanés en el exilio. Se trataba de la restauración de la monarquía y la creación de una república. Sin embargo, todos estos planes se vieron frustrados por la imposibilidad de encontrar un líder que se adaptara a todas las fuerzas antifascistas: Zogu era inaceptable para los partisanos comunistas, y Fan Noli, a quien también se le ofreció para encabezar el nuevo gobierno, se opuso a la injerencia extranjera en los asuntos del país . En esta situación, los comunistas tomaron la iniciativa de los británicos.
El 24 de mayo de 1944 se reunió en la ciudad liberada de Permet el I Congreso Antifascista de Liberación Nacional, que constituyó un órgano central representativo con funciones de gobierno provisional. Los delegados al congreso eran elegidos en asambleas populares por votación abierta, es decir de hecho, los casos se presentaron públicamente en las áreas liberadas, en las ocupadas, en la clandestinidad. A pesar de todos los defectos de procedimiento dictados por las condiciones de la guerra, este fue el primer foro verdaderamente representativo, que reunió a unas 200 personas.
El extenso informe presentado por E. Hoxha en nombre del Consejo General y el Estado Mayor General de la NOAA y titulado "Sobre el desarrollo de la lucha de liberación nacional del pueblo albanés en relación con eventos internacionales" contenía características de una serie de momentos internos. . En particular, enfatizó el rasgo distintivo del movimiento de liberación albanés durante la Segunda Guerra Mundial de levantamientos anteriores: estaba encabezado por el CPA, que logró convertirse en el portavoz de las aspiraciones del pueblo, y los Consejos de Liberación Nacional se convirtieron en los embriones del poder de la gente. En cuanto a las tareas sociales del movimiento, se formularon de forma general como "la conquista de la verdadera libertad y democracia para todas las capas sociales"  .
El Congreso decidió elegir el Consejo Antifascista de Liberación Nacional (ANOS) como órgano legislativo y ejecutivo supremo, que representa el poder soberano del pueblo y el estado albanés, cuyas funciones fueron desempeñadas por el presidium entre sesiones. Omer Nishani se convirtió en el presidente del consejo, los diputados fueron Bektash Baba Faya Martaneshi, el comunista Kochi Dzodze, el no partidista Hasan Pulo, los secretarios fueron los comunistas Kochi Tashko y Sami Bakholy, la abrumadora cantidad de miembros (2/3) también eran comunistas. El Consejo recibió la autoridad para formar el Comité Antifascista de Liberación Nacional (ACNO). Este último poseía todos los atributos de un gobierno provisional: el presidente E. Khoja, diputado musulmán Peza, miembros, vol. mi. Ministros, Haji Leshi (Asuntos Internos), Omer Nishani (Asuntos Exteriores), Manol Konomi (Justicia), Medar Shtula (Economía), Ramadan Chitaku (Finanzas), Spiro Koleka (Obras Públicas), Yumer Dishnitsa (Salud), Seyfula Maleshova ( iluminación), Bedri Spahiu (trabajo de restauración). Todos los ministros eran comunistas o simpatizaban con ellos.
El Congreso decidió "no reconocer ningún otro gobierno que pueda formarse dentro o fuera de Albania contra la voluntad libremente expresada del pueblo albanés, representado únicamente por el Consejo Antifascista de Liberación Nacional". La declaración adoptada por el congreso proclamó el siguiente objetivo: "Construir una nueva Albania democrática y popular de acuerdo con la voluntad del pueblo, que expresaron solemnemente hoy con la creación del Consejo Antifascista de Liberación Nacional (ANOS), que es un verdadero poder popular que surgió de la lucha de liberación nacional del pueblo albanés". El sistema monárquico no fue liquidado, pero tanto en la propia declaración como en una resolución especial, se prohibió categóricamente la entrada al país al ex rey Zog, aunque se reconoció que "la cuestión de él y la forma de gobierno serán decididas por el pueblo después de la liberación"  .

Bandera del Gobierno Democrático de Albania

El 20 de octubre, en la 2ª reunión del Consejo Antifascista de Liberación Nacional, el Comité Antifascista de Liberación Nacional se transformó en un gobierno demócrata . Promulgó su programa, cuya tarea inmediata era la completa liberación del país. Después del final de la guerra, la Asamblea Constituyente, elegida por voto secreto universal, tendrá que "determinar la forma de la estructura estatal y redactar una constitución para el estado albanés". El programa incluía una disposición sobre la revisión obligatoria de todos los acuerdos políticos, militares y económicos concluidos durante el régimen zogista y la anulación de aquellos que "dañaran al pueblo y al Estado albaneses" . Confirmando su adhesión a los valores democráticos, el gobierno apeló a las grandes potencias con una solicitud para reconocerlo .
A poco más de un mes de la formación del gobierno demócratico, su se instauró en todo el país. El 17 de noviembre de 1944 Tirana fue liberada. El 29 de noviembre, las tropas de los invasores nazis y sus secuaces albaneses abandonaron Shkodra, el último bastión del norte de Albania. Así, Albania se convirtió en el segundo país (después de Yugoslavia) que expulsó a los ocupantes de su territorio principalmente por sus propias fuerzas.
El gobierno comenzó a tomar medidas para restaurar la economía. Ya el 15 de diciembre se introdujo el control estatal en las pocas empresas industriales existentes. Se nacionalizó la propiedad de organizaciones alemanas e italianas, así como aquellas que colaboraron con los ocupantes. El 13 de enero de 1945 se estableció el Banco Estatal de Albania . Más de la mitad del presupuesto estatal de 1945 se gastó en trabajos de restauración y el 29 de agosto comenzó la reforma agraria. Todas estas medidas permitieron reforzar el apoyo al gobierno y asegurar la victoria incondicional del CPA en las primeras elecciones de la posguerra.
Después de la proclamación de la República Popular de Albania, el gobierno democrático se transformó en el Consejo de Ministros de la RPA, encabezado por Enver Hoxha hasta 1954 .